# Пачамама

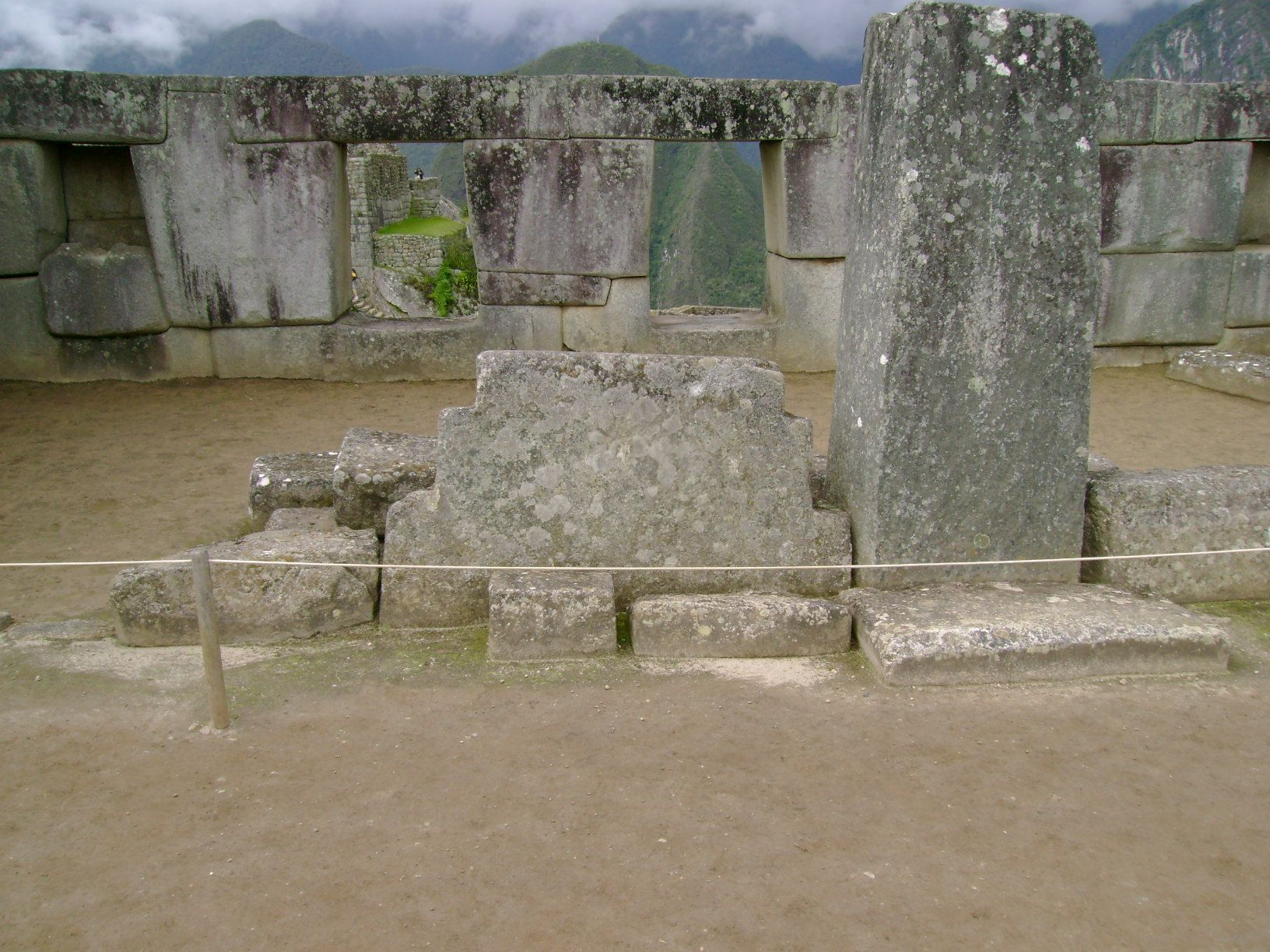
Символ Пачамами — інкська чакана (Храм Трьох Вікон, Мачу-Пікчу, Перу)

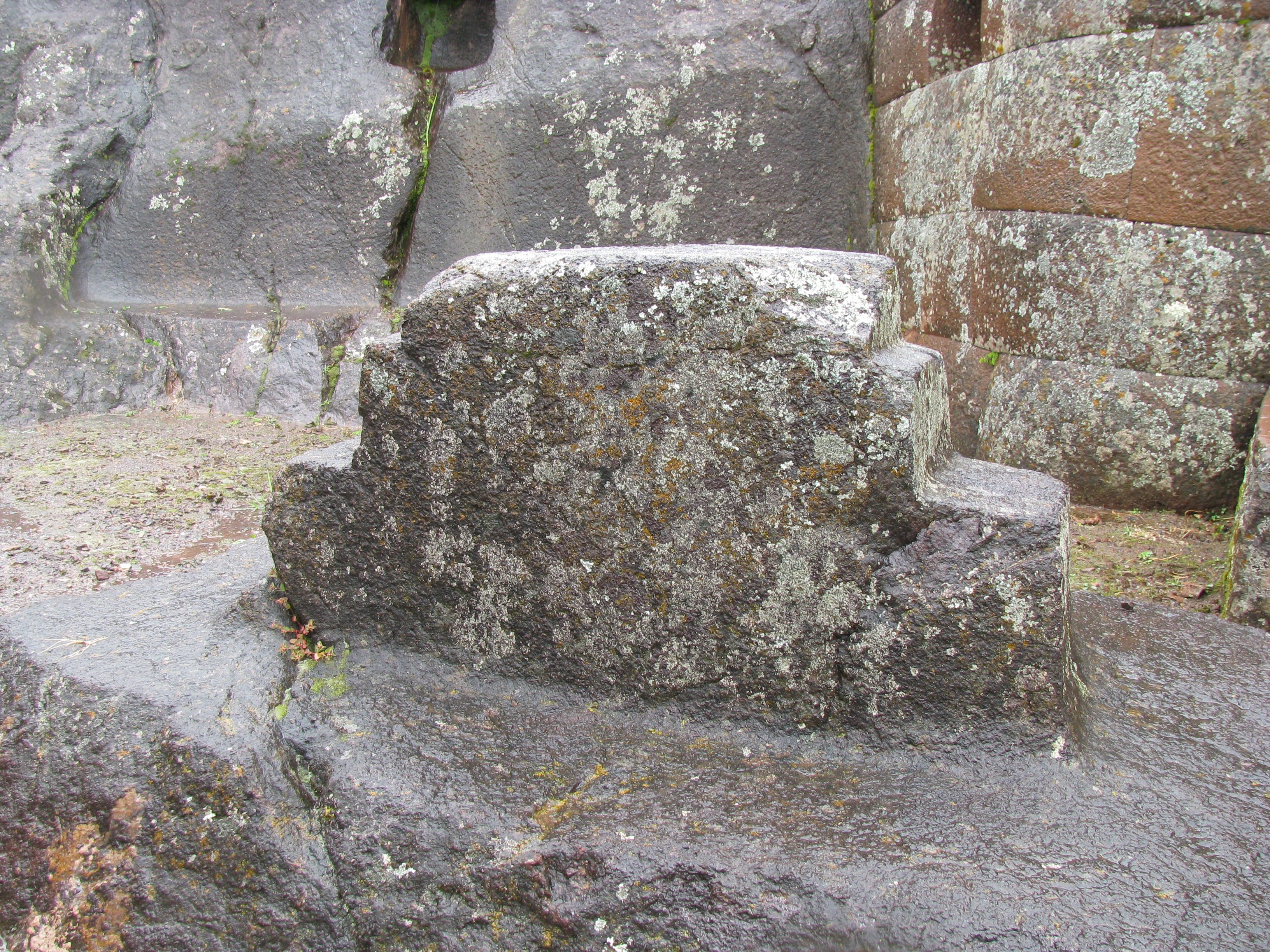
Інкська чакана Храму Сонця. Пісак, Перу

Пачамама (кечуа досл. земля + мама, тобто «Матінка Земля»), інакше Мама Пача — одне з головних божеств у міфології індіанських народів Півдня Південної Америки, що входили до складу Інкської імперії, — кечуа, кічуа, кальчаків тощо.
За переказами з лона Пачамами на світ з'явилося людство.
Кожне інкське поле мало ідола Пачамами у вигляді видовженого каменю.
Під час оранки зазвичай влаштовували обряд «годівлі Пачамами» — виливали трошки чічі (кукурудзяної горілки) у землю, а самого ідола посипали кукурудзяним борошном, щоб Матінка Земля забезпечила добрий врожай.
Також Пачамама, поруч зі своїм сином Льястаєм, виступає заступницею усіх диких тварин, відповідно може сприяти або й заважати ловам мисливців.